# Домбек (Млавський повіт)
Домбек (пол. Dąbek) — село в Польщі, у гміні Ступськ Млавського повіту Мазовецького воєводства.
Населення — 495 осіб (2011).
У 1975-1998 роках село належало до Цехановського воєводства.

## Демографія
Демографічна структура станом на 31 березня 2011 року:
|          | Загалом | Допрацездатний вік | Працездатний вік | Постпрацездатний вік |
| -------- | ------- | ------------------ | ---------------- | -------------------- |
| Чоловіки | 248     | 63                 | 157              | 28                   |
| Жінки    | 247     | 55                 | 134              | 58                   |
| Разом    | 495     | 118                | 291              | 86                   |